# 采爾湖
47°47′8″N 9°52′38″E / 47.78556°N 9.87722°E

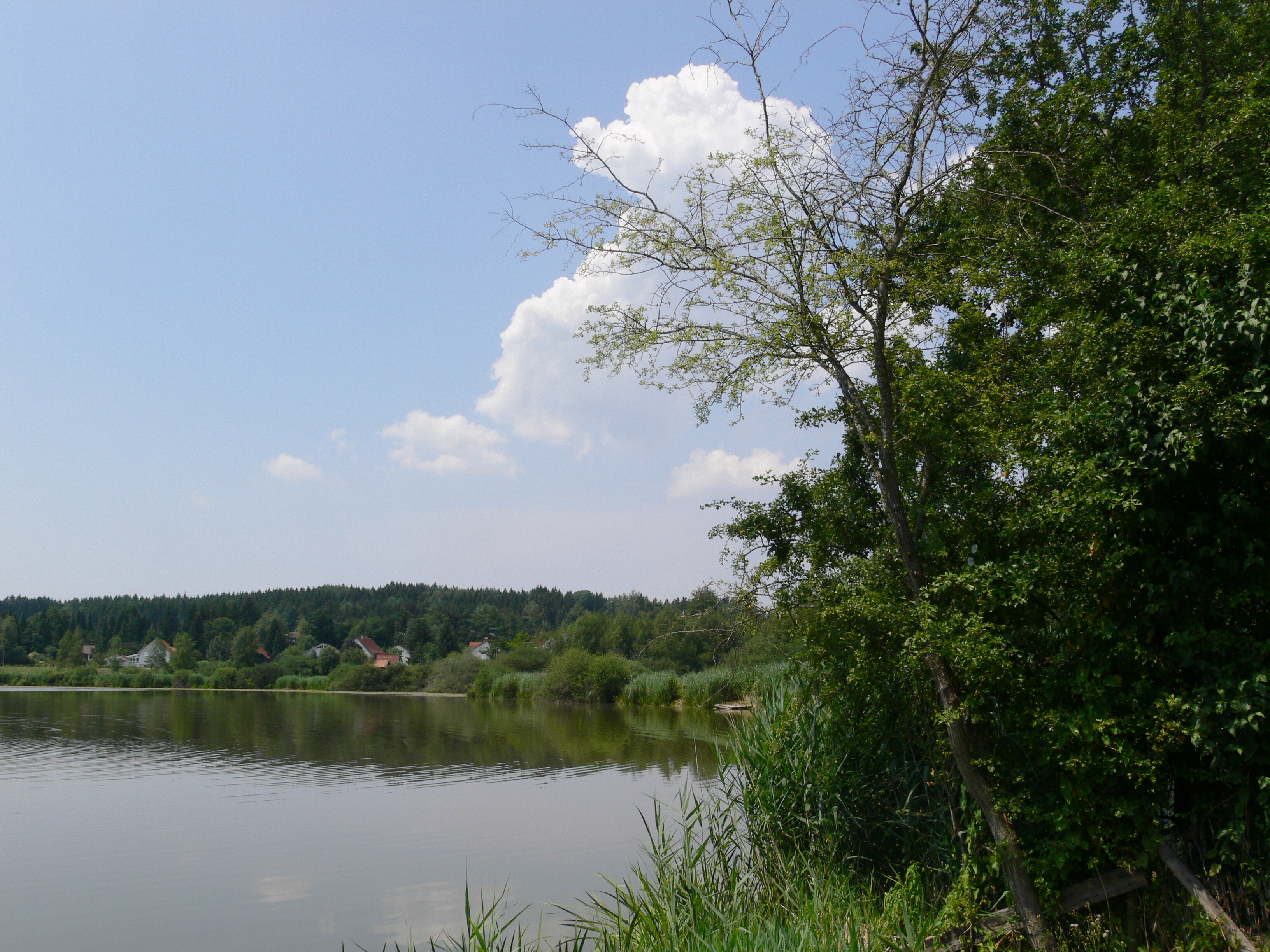

采爾湖（德語：Zellersee），是德國的湖泊，位於該國西南部，由巴登-符騰堡州負責管轄，處於基斯萊格，面積0.1平方公里，海拔高度642米，平均水深3.2米，最大水深5.5米，水體容量32.7萬立方米。